# Liam James
Liam James (ur. 7 sierpnia 1996 w Vancouver) – kanadyjski aktor filmowy i telewizyjny.

## Życiorys
Debiutował w 2006 rolą w serialu Świry, w którym pojawił się do 2010 łącznie w 60 odcinkach. W 2007 zagrał w kilku filmach fabularnych (Druga szansa, Facet pełen uroku, Fred Claus, brat świętego Mikołaja i Obcy kontra Predator 2). Pierwszą większą rolę kinową otrzymał w 2009 – w produkcji 2012 wcielił się w postać Noaha Curtisa, syna głównych bohaterów granych przez Johna Cusacka i Amandę Peet. W 2011 dołączył do obsady serialu Dochodzenie, grając syna głównej bohaterki. W 2013 dostał główną rolę w filmie Najlepsze najgorsze wakacje. Otrzymał za nią nagrodę Young Hollywood Award, a także nominacje do m.in. Critics’ Choice Movie Award, MTV Movie Award i Young Artist Award.

## Filmografia
- 2006: Świry (serial TV)
- 2007: Druga szansa
- 2007: Facet pełen uroku
- 2007: Fred Claus, brat świętego Mikołaja
- 2007: Obcy kontra Predator 2
- 2009: 2012
- 2009: Horsemen – jeźdźcy Apokalipsy
- 2010: Fringe: Na granicy światów (serial TV)
- 2011: Dochodzenie (serial TV)
- 2013: Najlepsze najgorsze wakacje
- 2016: Speech & Debate
- 2019: Szkoła zabójców (serial TV)